# Melanomyza scutellata
Melanomyza scutellata är en tvåvingeart som först beskrevs av Malloch 1923.  Melanomyza scutellata ingår i släktet Melanomyza och familjen lövflugor. Inga underarter finns listade i Catalogue of Life.